# Jitsi
Jitsi je soubor svobodných programů pro realizaci VoIP telefonie, videokonferencí a rychlého zasílání zpráv. Většina funguje jako místně nainstalovaná aplikace na Microsoft Windows, Linuxu, Mac OS X a Androidu a aplikace Jitsi Meet funguje z hlediska klientů také přes webový prohlížeč na webové platformě a to dokonce bez zakládání účtu.
Jitsi je naprogramované převážně v Javě a je uvolněné pod licencí Apache.
Při hodnocení bezpečnosti nadací Electronic Frontier Foundation v roce 2014 se Jitsi umístilo mezi nejlepšími. Při použití Jitsi Meet je ovšem z hlediska bezpečnosti klíčové nezapomenout obnovit nastavení hesla po zániku místnosti.
Nejdůležitější programy souboru Jitsi jsou:
- Jitsi Meet – videokonferenční server určený pro snadnou a rychlou instalaci na operačních systémech založený na Debianu a Ubuntu s klienty běžícími převážně v rámci webového prohlížeče
- Jitsi Videobridge – software pro podporu víceuživatelských konferencí pomocí WebRTC
- Jigasi – serverová aplikace umožňující připojit se ke konferencím hostovaným pomocí Jitsi Videobridge pomocí standardního protokolu SIP
- lib-jitsi-meet – nízkoúrovňové javascriptové programového rozhraní pro vytváření vlastního uživatelského rozhraní k Jitsi Meet
- Jidesha – rozšíření pro Jitsi Meet pro webové prohlížeče Mozilla Firefox a Google Chrome
- Jitsi – samostatný komunikační program podporující mj. protokoly SIP, XMPP, Internet Relay Chat a ICQ